# Jaszkowo (Środa Wielkopolska)
Pour les articles homonymes, voir Jaszkowo.
Jaszkowo (prononciation : [jaʂˈkɔvɔ]) est un village polonais de la gmina de Zaniemyśl dans le powiat de Środa Wielkopolska de la voïvodie de Grande-Pologne dans le centre-ouest de la Pologne.
Il se situe à environ 7 kilomètres au nord de Zaniemyśl (siège de la gmina), à 9 kilomètres à l'ouest de Środa Wielkopolska (siège du powiat) et à 27 kilomètres au sud-est de Poznań (capitale régionale).

## Histoire
De 1975 à 1998, le village faisait partie du territoire de la voïvodie de Poznań.

Depuis 1999, Jaszkowo est situé dans la voïvodie de Grande-Pologne.
Le village possède une population de 250 habitants en 2007.